# Beryx decadactylus
Beryx decadactylus é uma espécie de peixe teleósteo bericiforme da família dos bericídeos, frequentemente conhecida como a família dos alfonsins. Conhecido pelos nomes comuns de cardeal, melo e imperador, apresenta ampla distribuição geográfica, ocupando grande parte da coluna de água durante o seu ciclo de vida. É tipicamente associado a corais do fundo do mar, formando cardumes junto a montes submarinos. Os adultos são demersais e procuram presas ao longo do fundo do oceano, principalmente peixes, cefalópodes e crustáceos. A autoridade científica da espécie é Cuvier, tendo sido descrita no ano de 1829. 
Apesar de não existirem grandes informações sobre a sua reprodução, acredita-se que esta espécie, apesar de considerada como pouco preocupante pela União Internacional para a Conservação da Natureza (IUCN), pela sua distribuição geográfica, esteja vulnerável à expansão da pesca.

## Descrição
Trata-se de uma espécie marinha. Mede cerca de 35 cm, podendo chegar aos 43 cm de comprimento médio, contudo, perto do arquipélago dos Açores, o tamanho máximo registado foi de 55 cm de comprimento à furca, com uma idade de primeira maturação de cerca de 4 anos e tamanho de primeira maturação de 32,5 cm (comprimento à furca) para as fêmeas e de 30,3 cm (comprimento à furca) para machos. Atinge os 63 cm de comprimento à furca, com base de indivíduos de sexo indeterminado.
As estimativas mínimas de idades máximas relatadas para esta espécie no Atlântico Norte são de 15 anos no leste do Oceano Atlântico Norte e de 49 anos no oeste do Oceano Atlântico Norte.
Num estudo sobre a idade e crescimento desta espécie realizado ao largo dos Açores, Madeira e Ilhas Canárias ficou-se a saber que o seu crescimento é lento e que é capaz de atingir uma idade de pelo menos 11 anos, contudo, as idades máximas relativamente aos Açores foram registadas com o valor de 15 anos e com 3 a 4 anos na idade da primeira maturação.

## Distribuição e Habitat
O Beryx decadactylus é uma espécie bentopelágica de grande distribuição mundial que pode ser encontrada nas águas profundas dos Oceanos Atlântico, Índico e Pacífico. Pode ser encontrada em todo o Oceano Atlântico, no Mediterrâneo ocidental, bem como nos Oceanos Índico e Pacífico, em áreas tropicais, subtropicais e algumas áreas temperadas . No Atlântico Nordeste, o Beryx decadactylus é comum em águas espanholas e portuguesas, incluindo Açores, Madeira e Ilhas Canárias .

Esta espécie ocupa a coluna de água em grandes intervalos de profundidade (25-1 300 metros), formando agregações densas que se alojam ou junto aos fundos oceânicos rochosos ou em recifes de águas profundas entre os 100 e os 1240 metros. Normalmente vive perto do fundo do talude superior entre os 200 e 900 metros de profundidade, podendo ser encontrado, em casos extremos, entre os 25 e 1 240 metros. Geralmente, é encontrada entre os 400 e os 600 metros.

## Biologia e Ecologia
Caracteriza-se pela altura do corpo que é nitidamente superior ao comprimento da cabeça e está contida três ou menos vezes no comprimento total, a barbatana dorsal é composta por 4 raios duros e 16 a 19 raios moles. Apresenta uma coloração escarlate ou rosa muito vivo.
O Beryx decadactylus distingue-se do Beryx splendens por apresentar um corpo mais robusto, registando um comprimento padrão superior, bem como um comprimento da cabeça ligeiramente maior. A sua barbatana anal surge abaixo do meio da base da barbatana dorsal e apresenta barbatanas pélvicas que atingem o início da barbatana anal quando aprimoradas para o auxílio nas deslocações na coluna de água.
Os Beryx spp. apresenta uma dinâmica espacial muito característica desta espécie durante o seu ciclo de vida, ocupando as regiões oceânicas epipelágicas, mesopelágicas e batipelágicas superior. Este grupo define-se por apresentar um longo período de vida planctónico (ovos e larvas epipelágicas e juvenis pelágicos), seguido por migrações para áreas nas quais os indivíduos se desenvolvem até atingirem a maturidade, tendo-se verificado uma forte relação entre o tamanho dos indivíduos e as profundidades que estes ocupam, com os juvenis a desenvolverem-se em zonas pouco profundas e indivíduos de grandes dimensões e maturos a habitarem águas mais profundas. Esta espécie, à semelhança dos seus congéneres, efetua migrações verticais diárias, que não excedem os 2-3 metros por minuto, e apresenta a capacidade de atravessar facilmente a camada mínima de oxigénio. O comportamento e o movimento dos alfonsins, na coluna de água, apresentam uma forte reação com os seus hábitos alimentares, baseados no consumo de outros peixes, crustáceos e cefalópodes, e com as suas atividades reprodutoras.
O período reprodutivo dos Beryx spp. ocorre no Verão e no início do Outono, podendo estender-se por quatro meses. Nas zonas temperadas, a época de desova ocorre durante o outono-inverno. A longa época de reprodução dos Beryx spp. é provavelmente influenciada pela temperatura favorável da água, colocando-se a hipótese deste ser o principal fator indutor da maturação e desova.
Apesar das descrições realizadas por diferentes autores, os aspetos relacionados à estratégia reprodutiva não estão totalmente conhecidos .

## Interesse comercial
Esta espécie está identificada como menos preocupante pela União Internacional para a Conservação da Natureza (IUCN), uma vez que, a sua extensa distribuição faz com que este esteja protegido do perigo de extinção e em partes de seu alcance não é uma espécie-alvo. A degradação do seu habitat pode estar ameaçada pela pesca de arrasto em águas profundas, que causa danos aos corais do fundo do mar.
Sendo uma atividade valiosa e com potencial de empregabilidade, a pesca de Beryx spp. é encontrada em quase todos os mares, onde se verificam águas moderadamente profundas, tanto em latitudes tropicais como temperadas, à exceção do Pacífico Nordeste onde não existem registos desta atividade.
O mercado principal para esta espécie é o Japão e o Extremo Oriente, embora a Europa e os Estados Unidos da América também sejam bons mercados.

### Pescarias na Macaronésia
Nos Açores, B. decadactylus é uma das espécies alvo de uma pesca demersal tradicional com linhas de mão e palangres que opera ao largo das costas das ilhas e em vários montes submarinos da Zona económica exclusiva açoriana até aos 900 m. No entanto, este é normalmente capturado como captura acessória na pesca demersal de Beryx splendens no arquipélago, com as estatísticas de pesca agruparem estas duas espécies de Beryx. Existe alguma preocupação de que B. decadactylus possa ser mais suscetível à sobrepesca devido a subpopulações menores e história de vida mais conservadora do que as do B. splendens.
Na Madeira, B. decadactylus é uma espécie de captura acessória na pesca artesanal demersal de linha de mão e espinhel entre 250 e 750 m de profundidade.
Nas Ilhas Canárias, B. decadactylus é uma espécie secundária na pesca demersal de pequena escala de B. splendens ao largo das ilhas Gran Canaria e El Hierro com linhas de mão e linhas de fundo a cerca de 400-700 m de profundidade.
As capturas das principais espécies comerciais, como é o caso do imperador apresentam tendências decrescentes na última década e as análises exploratórias realizadas através da utilização de métodos expedidos sugerem que esta espécie está intensivamente explorada.